# Landstuhl
Landstuhl est une ville et chef-lieu du Verbandsgemeinde Landstuhl, dans l'arrondissement de Kaiserslautern, en Rhénanie-Palatinat, dans l'ouest de l'Allemagne.
Elle abrite le Landstuhl Regional Medical Center, le principal hôpital militaire des forces armées des États-Unis en Europe.

## Lieux et monuments

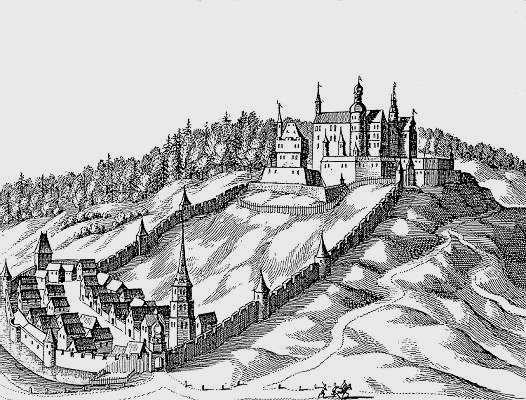
Vue sur Landstuhl d'après Matthäus Merian
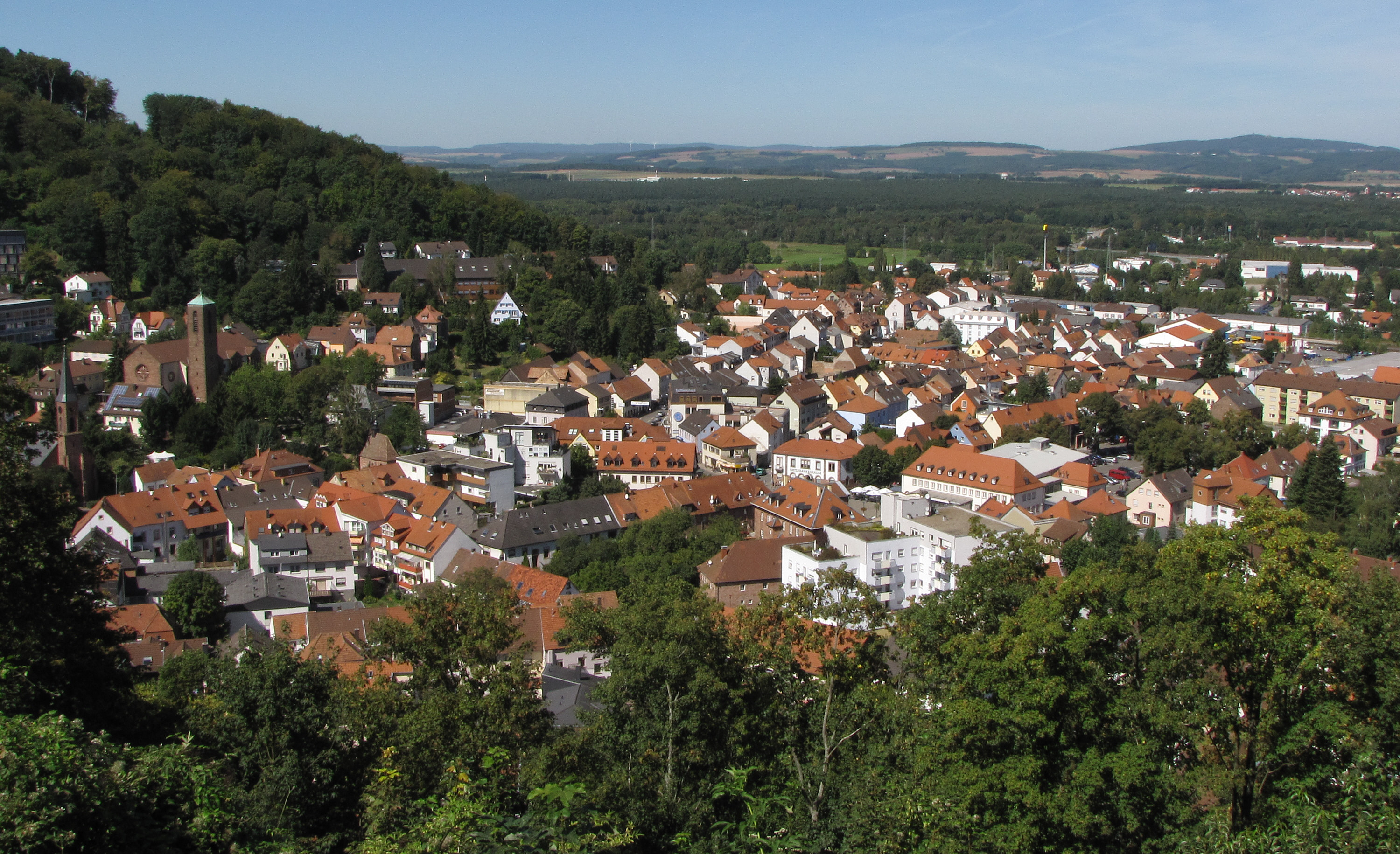
Vue sur Landstuhl
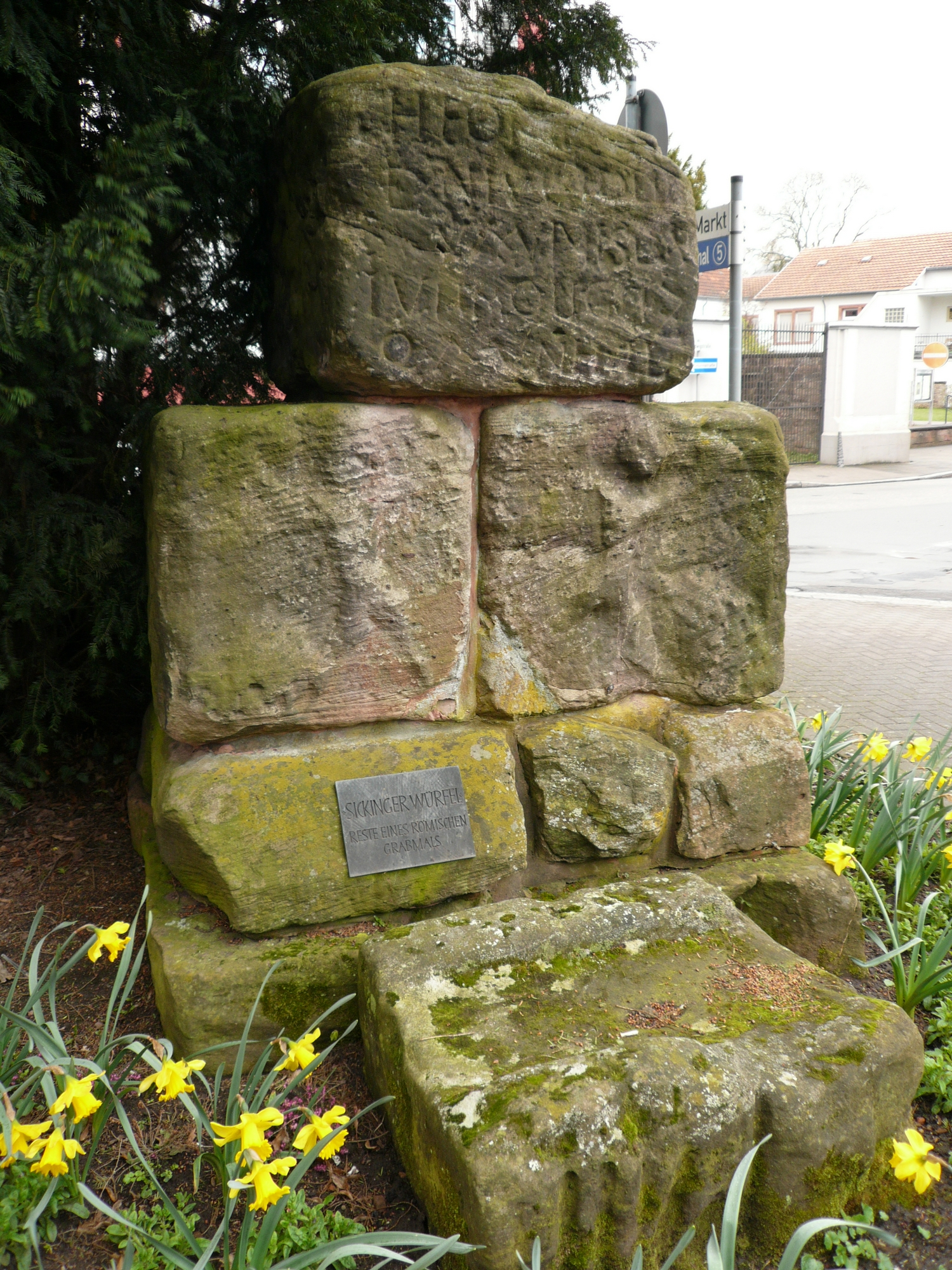
Sickinger Würfel
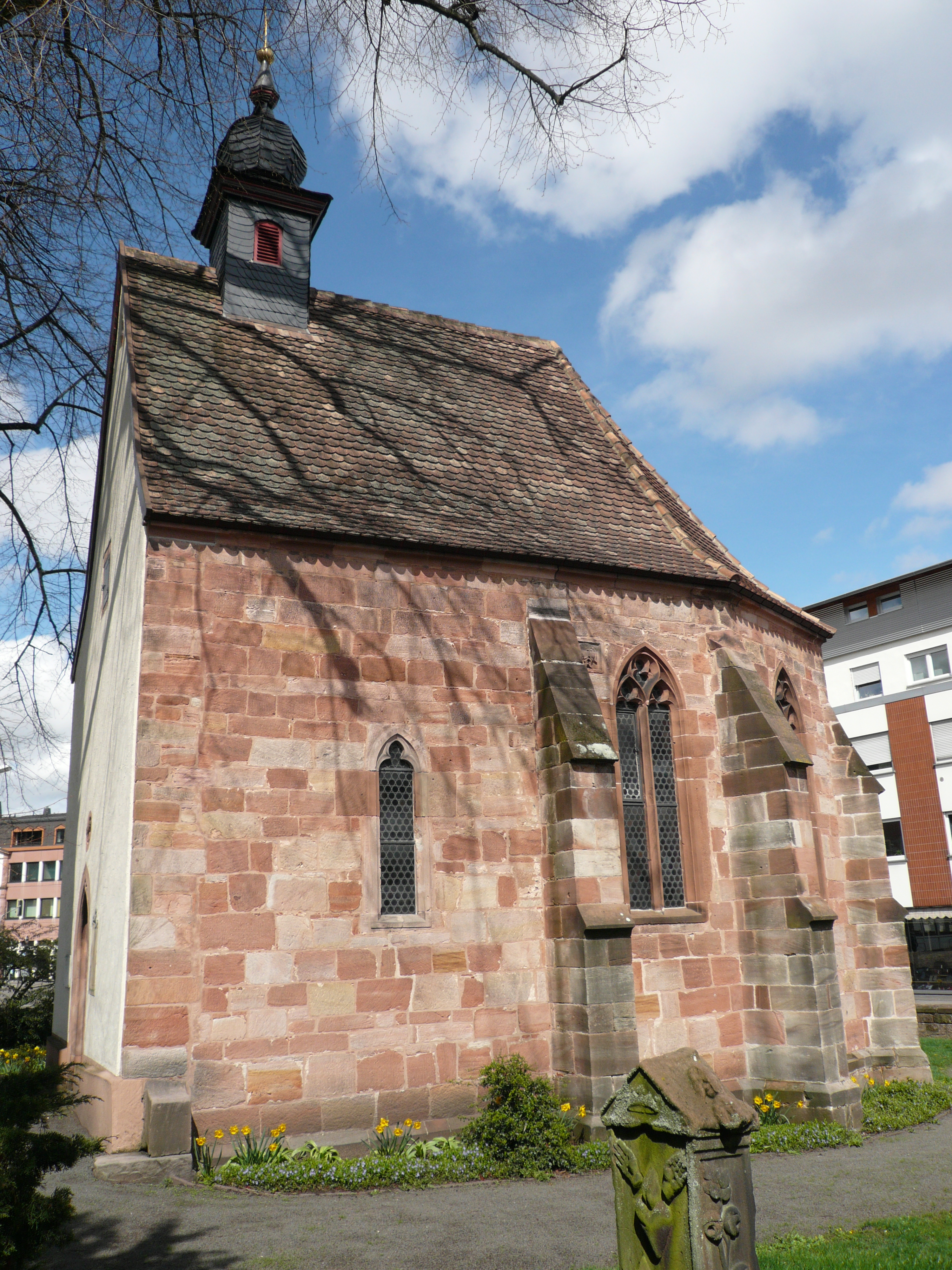
Chapelle de Landstuhl
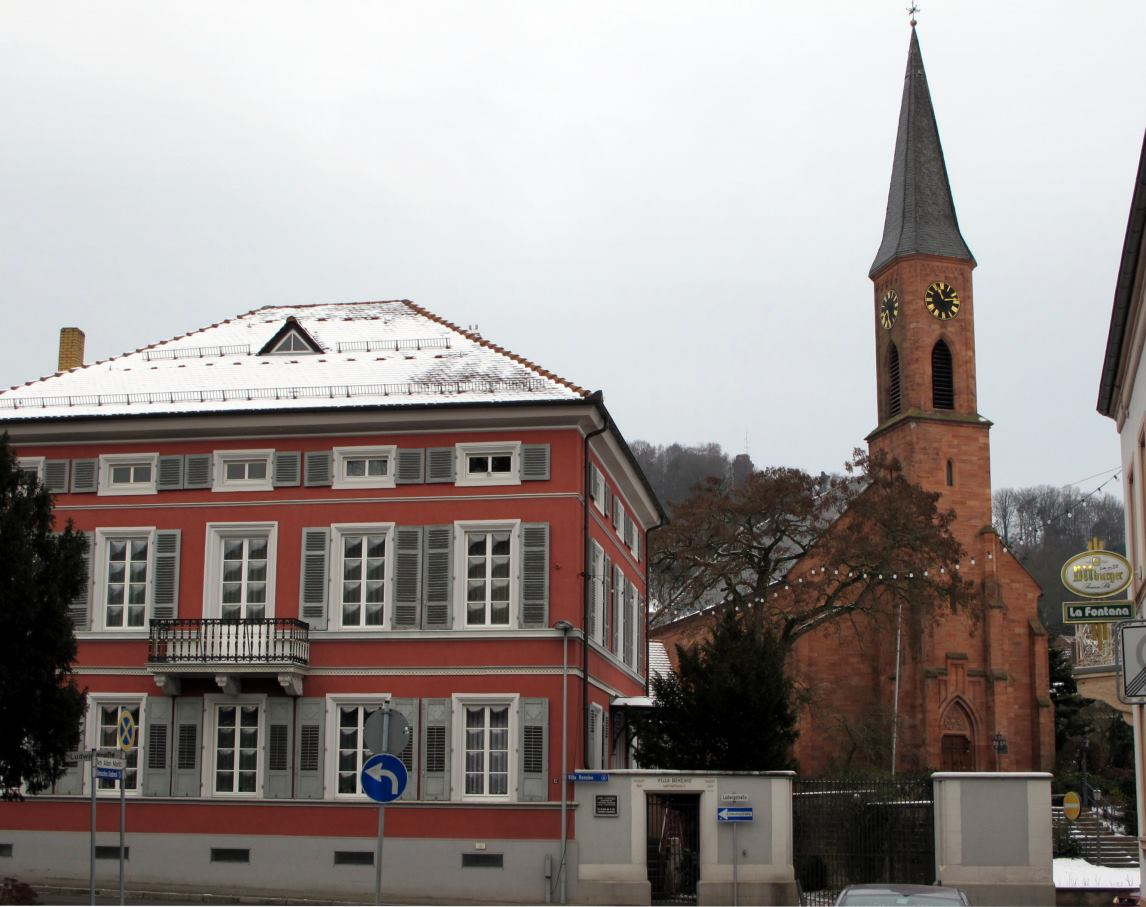
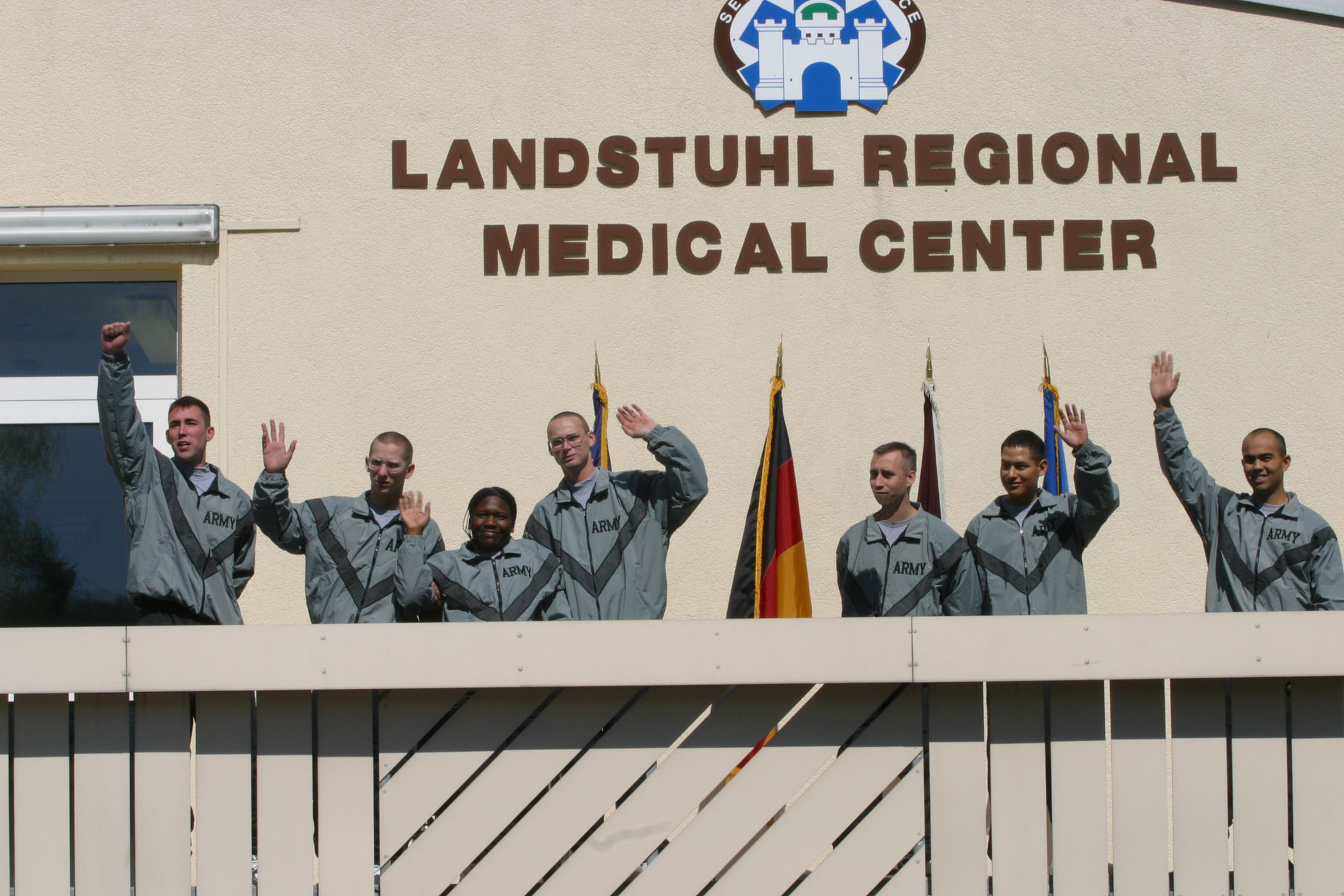
Soldats américains au Landstuhl Regional Medical Center
Localisation de Landstuhl dans la Verbandsgemeide et dans l'arrondissement

## Personnalités liées à la commune
- Franz von Sickingen (1481-1523), chevalier mort au château de Nanstein.
- Ludwig Maria Hugo (1871-1935), évêque de Mayence entre 1921 et 1935, adversaire résolu du nazisme, a été aumônier à partir du 2 septembre 1895 à Landstuhl
- Gert Buchheit (1900-1978), historien mort à Landstuhl.
- Tala Birell (1907-1958), actrice morte à Landstuhl.
- LeVar Burton (1957-), acteur né à Landstuhl.
- Frank Dressler-Lehnhof (1976-), coureur cycliste professionnel né à Landstuhl.